# Нелюбов Григорій Григорович
Григорій Григорович Нелюбов (нар. 31 березня 1934 — пом. 18 лютого 1966) — український радянський військовий льотчик, член першого загону радянських космонавтів. 

## Біографія
Нелюбов Григорій Григорович народився в родині кадрового військового, капітана НКВС Григорія Макаровича Нелюбова 31 березня 1934 року в селі Порфирівка Сакського району Кримської області. Утім, ім'я Григорія Нелюбова тісно пов'язане із Запоріжжям. 1947 року його батька комісували, і родина переїхала в Запоріжжя, придбавши будинок з садом на березі Дніпра. Григорій Нелюбов продовжив навчання в Запоріжжі, де закінчив загальноосвітню школу № 50. Закінчив 12-те Військово-морське авіаційне училище ім. Й. В. Сталіна, яке дислокувалося в місті Єйськ. Проходив службу в 966-му винищувальному авіаційному полку 127-ї винищувальної авіаційної дивізії ВПС Чорноморського флоту. Освоювати небеса він почав ще до училища: як курсант запорізького аероклубу, освоїв «Як-4», налітавши на ньому до закінчення клубу 50 годин.
1960 року був зарахований до першого загону радянських космонавтів. Пройшов підготовку для польоту на космічному кораблі «Восток». Був одним із претендентів на перший космічний політ. Входив до групи підготовки космонавтів до польоту кораблів «Восток-2», «Восток-3» і «Восток-4». У червні 1962 року був виведений з групи підготовки до польоту «Восток-3» і «Восток-4» за станом здоров'я.
17 квітня 1963 року за порушення військової дисципліни (конфлікт з військовим патрулем у нетверезому стані) був відрахований разом з двома іншими (Анікеєв і Филатьєв) із загону космонавтів. Згідно зі спогадами Каманіна, Юрій Гагарін висловлювався за відрахування тільки Філатьєва, сам Каманін вважав, що відрахувати потрібно Валентина Філатьєва та Івана Анікєєва, а Нелюбову, з огляду на його високі показники під час підготовки і найменшу (на думку генерала Каманіна) провину в інциденті, дати можливість реабілітуватися:
|  | ...На загальну думку майже всіх космонавтів, Нелюбов міг згодом виявитися в першій п'ятірці радянських космонавтів. Проте сталося інакше. Підвело Григорія якраз його «гусарство». Сталося це вже після польоту Титова. Сутичка з військовим патрулем, який затримав Нелюбова, Анікєєва і Філатьєва, на залізничній платформі, зухвала гордовитість в комендатурі погрожували рапортом командуванню. Керівництво Центру упросило чергового по комендатурі не посилати рапорту. Той знехотя погодився, якщо Нелюбов вибачиться. Нелюбов вибачатися відмовився. Рапорт пішов нагору. Розгніваний Каманін віддав розпорядження відрахувати всіх трьох...Космонавти вважали, що Анікєєв і Філатьєв постраждали виключно з вини Нелюбова... |

Секретар парторганізації Павло Попович намагався вирішити ситуацію, скликавши партзбори, де Нелюбову було ще раз запропоновано вибачитися перед начальником патруля і покаятися перед товаришами, але він відмовився і сам поставив хрест на своїй подальшій кар'єрі.
17 квітня 1963 року Григорія Нелюбова було відраховано із загону космонавтів.
Після відрахування Григорій Нелюбов продовжив службу у Військово-повітряних силах СРСР на Далекому Сході.
Нелюбов важко переживав зрив своєї космічної кар'єри і сподівався, що його незабаром повернуть у загін космонавтів, але надії на повернення не виправдалися. Павло Попович одного разу намагався звести його з «потрібними людьми» в ЦК ВЛКСМ, але розмови не вийшло, і це тільки посилило депресію, з якої він, здавалося, вже починав виходити, освоюючи новітні МіГ-21.
Він намагався перейти на роботу льотчика-випробувача, але раптово йому без пояснення причин було відмовлено. Це був новий важкий удар. Починалися дедалі серйозніші проблеми з алкоголем. Друзі намагалися його захистити від цього, але марно. Григорій сідав у будь-який пасажирський потяг, показував випадковим попутникам посвідчення «космонавта № 3» і світлини друзів з автографами, і йому тут же наливали. У свій час він за найменшої нагоди зривався в Москву, намагаючись відновитися в ВПІА імені М. Є. Жуковського і зустрітися з Каманіним. Остання надія народилася у нього в кінці 1965 року. Він зважився, нарешті, поговорити із Сергієм Корольовим, якого раніше ніколи ні про що не просив. Але поговорити не встиг. У січні 1966 року Сергій Павлович помер.
Григорій Нелюбов загинув 18 лютого 1966 року під колесами потягу:
|  | ...У виписці з рапорту я прочитав (відтворюю дослівно): 18 лютого 1966 року в п'яному стані загинув під колесами потягу на залізничному мосту станції Іпполітовка Далекосхідної залізниці. Звинувачувати тут долю, мені здається, не можна. Доля була прихильна до Нелюбову. Просто не вистачило у людини сил зробити своє життя, так щасливо і цікаво що почалася... |

2007 року телестудія Роскосмосу зняла документальний фільм про Григорія Нелюбова «Він міг бути першим. Драма космонавта Нелюбова». У цьому фільмі вдова космонавта Зінаїда Нелюбова майже прямим текстом говорить, що Григорій пішов із життя добровільно. Там само показана коротка записка, залишена ним у будинку в останній день, — вона звучить як прощання назавжди.

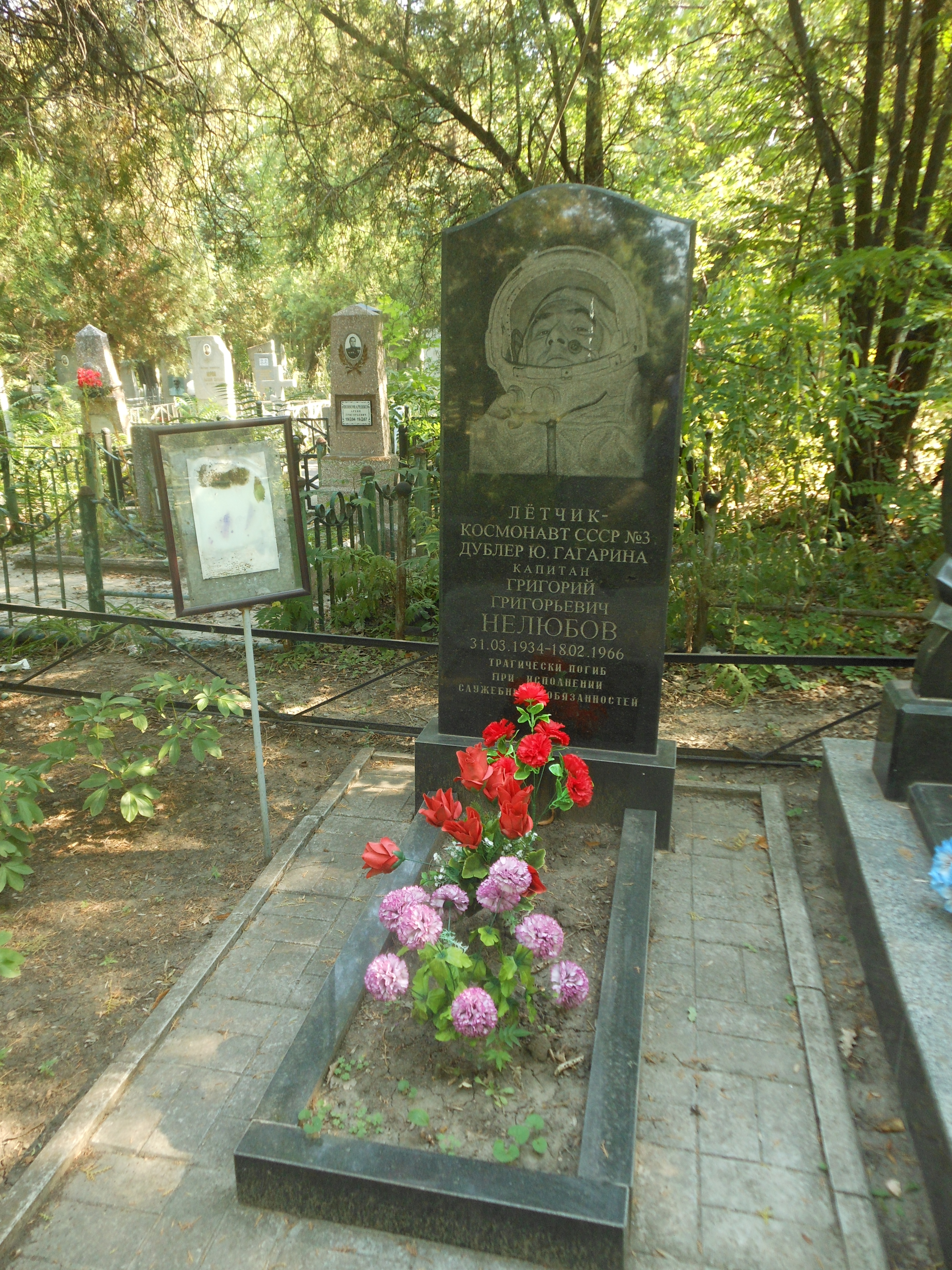
Пам'ятник Нелюбову Г. Г. на Капустяному кладовищі у Запоріжжі

У Нелюбова дві могили. Одна — на кладовищі села Кремово Михайлівського району Приморського краю, але на місці його загибелі вдова зібрала запеклу кров, залишки та частину землі з могили і речі Нелюбова і поховала на Капустяному кладовищі в Запоріжжі. На могилі в Кремово неправильно вказана дата народження (8 квітня замість 31 березня). На могилі в Запоріжжі написано «льотчик-космонавт № 3» (у Нелюбова було дійсно посвідчення космонавта під номером 3, але третім льотчиком-космонавтом, який літав у Космос, був Ніколаєв). На цій могилі є також напис «загинув при виконанні службових обов'язків», який не відповідає обставинам загибелі.

## Увічнення пам'яті
Уже в роки Незалежності України на будівлі запорізької загальноосвітньої школи № 50, яку він закінчив, з'явилася пам'ятна табличка на честь Григорія Григоровича Нелюбова.